# Продромальний період
Продромальний період (від грец. πρόδρομα — той, що біжить попереду; провісник), (нерідко — продрома) — початковий період хвороби, часто інфекційної, в якому з'являються перші, нечіткі, загальні прояви, які не дають можливість чітко встановити клінічний діагноз через те, що вони спостерігаються при безлічі хвороб — нездужання, втрата апетиту, порушення сну, головний біль, ломота в тілі, кволість тощо. Продромальний період при інфекційних захворюваннях настає вслід за інкубаційним періодом, найчастіше триває декілька годин. Продромальний період може також спостерігатися і при деяких захворюваннях неінфекційного походження — наприклад, при інфаркті міокарду, коли пульс стає частішим, посилюються приступи болю у серці тощо.